# Marius (koning van Brittannië)
Marius (Welsh: Mayric) was volgens de legende, zoals beschreven door Geoffrey of Monmouth, koning van Brittannië gedurende de Romeinse bezetting. Hij was de zoon van koning Arvirargus. Marius regeerde van 57 - 97 n.Chr.
Marius is bekend geworden als een verstandig heerser over Brittannië. Hij regeerde in een tijd dat de Picten voor het eerst naar zijn land kwamen. Het is mogelijk dat een vloot onder de leiding van Sodric uit Scytia kwam, en in Alba aan land kwam. Na hun landing begonnen zij met vernielen van de landerijen, en Marius werd gedwongen in te grijpen. Na een aantal veldslagen werd Sodric door Marius gedood, en ter herinnering aan die gelegenheid zette hij een herdenkingssteen. Het betreffende gebied werd Westmorland genoemd. Hij compenseerde zijn verslagen vijanden met een deel van het land, Caithness genaamd. Marius stond hen echter niet toe om Britse vrouwen te huwen, en de Picten vertrokken naar Ierland op zoek naar bruiden.
Marius onderhield nauwe banden met Rome, en verdiende het respect van de Romeinse bewoners van Brittannië. Hij hield zich aan de wetten van zijn voorvaderen, en heerste met wijsheid. Na zijn dood werd hij opgevolgd door zijn zoon Coilus.